# Barmainville
Barmainville est une ancienne commune française qui se trouve dans le département d'Eure-et-Loir, en région Centre-Val de Loire, intégrée le 1er janvier 2025 dans la commune nouvelle de Neuville Saint Denis.

## Géographie

### Situation
La commune est située à l'est du département d'Eure-et-Loir à la limite du département du Loiret et proche du département de l'Essonne. Le hameau d'Armonville-le-Sablon où est située la mairie, est la principale localité de la commune.
Le territoire de la commune est traversé à l'est par l'ancienne route nationale 20 (aujourd'hui D 2020) et la ligne de chemin de fer Paris-Austerlitz à Bordeaux-Saint-Jean via Orléans.

Situation géographique
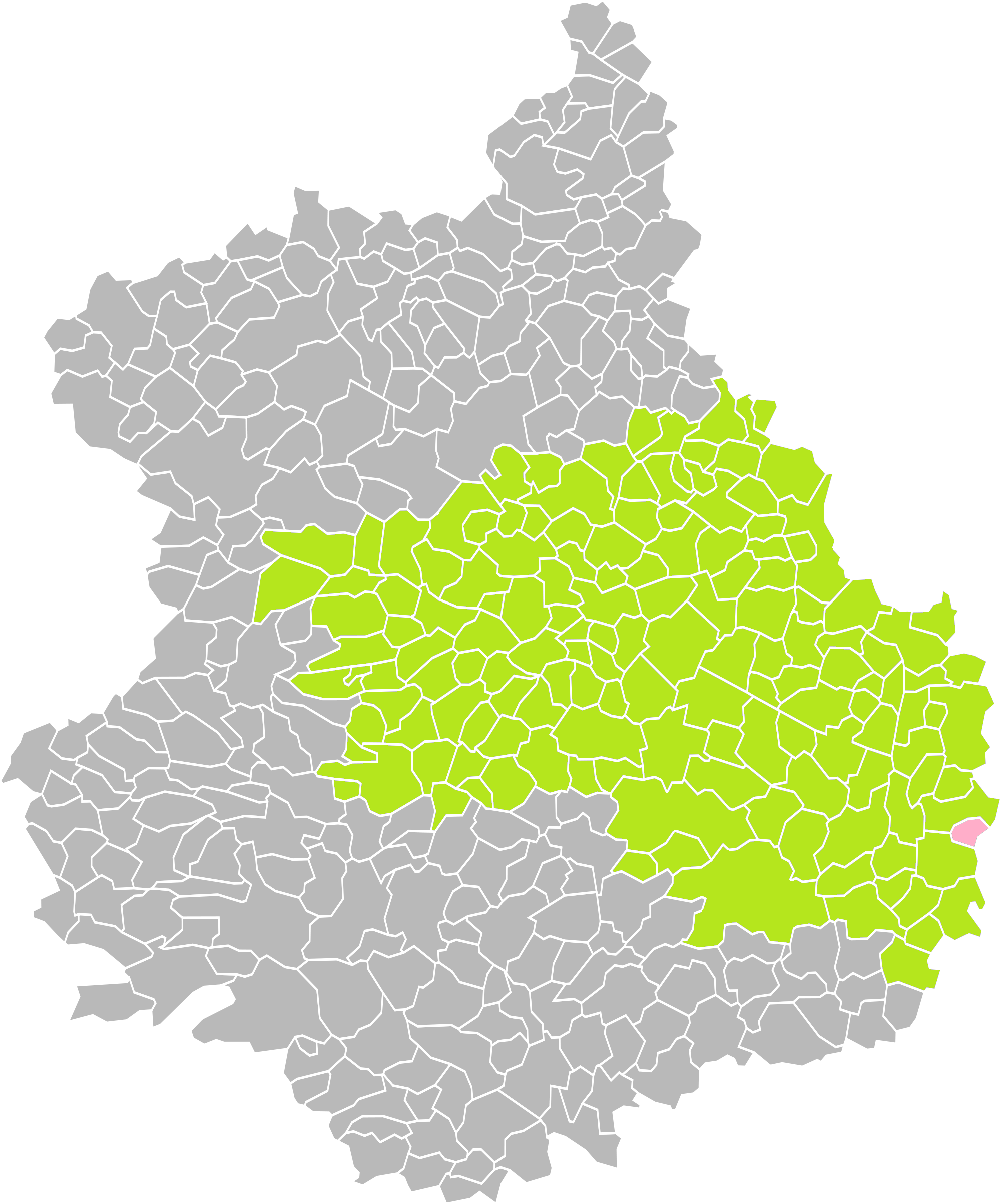
Barmainville dans son arrondissement.
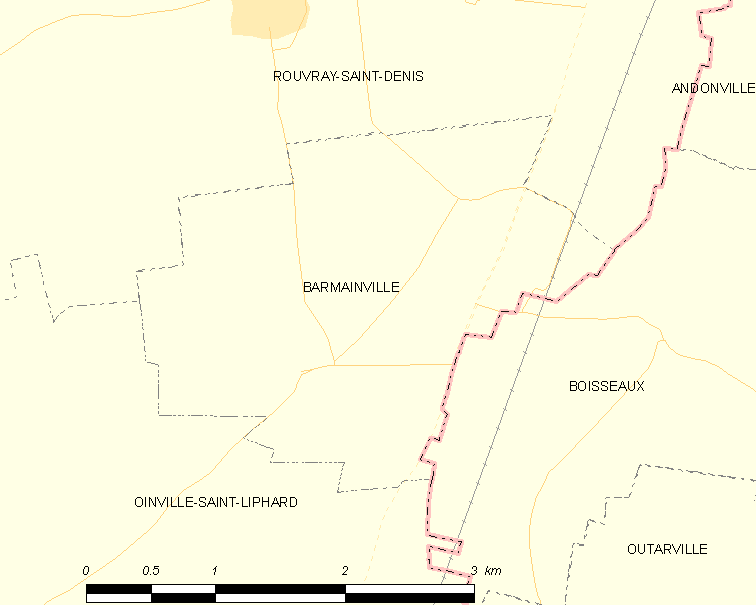
Carte de la commune de Barmainville

### Communes et département limitrophes
| Neuvy-en-Beauce        | Rouvray-Saint-Denis | Andonville (Loiret) |
| Trancrainville         | Barmainville        | Boisseaux (Loiret)  |
| Oinville-Saint-Liphard | Toury               | Outarville (Loiret) |

### Lieux-dits et écarts
- Barmainville : ferme isolée qui a donné son nom à la commune. Elle est située au nord-est de celle-ci.
- Armonville-le-Sablon : hameau principal situé au sud-ouest de la commune et qui regroupe la majorité des habitants.
- La Poste de Boisseaux : hameau situé à l'est de la commune et traversé par l'ancienne route nationale 20, aujourd'hui D 2020.

### Climat
Pour des articles plus généraux, voir Climat du Centre-Val de Loire et Climat d'Eure-et-Loir.
En 2010, le climat de la commune est de type climat océanique dégradé des plaines du Centre et du Nord, selon une étude du CNRS s'appuyant sur une série de données couvrant la période 1971-2000. En 2020, Météo-France publie une typologie des climats de la France métropolitaine dans laquelle la commune est exposée à un climat océanique altéré et est dans la région climatique  Sud-ouest du bassin Parisien, caractérisée par une faible pluviométrie, notamment au printemps (120 à 150 mm) et un hiver froid (3,5 °C). 
Pour la période 1971-2000, la température annuelle moyenne est de 10,7 °C, avec une amplitude thermique annuelle de 15,3 °C. Le cumul annuel moyen de précipitations est de 640 mm, avec 10,6 jours de précipitations en janvier et 7,3 jours en juillet. Pour la période 1991-2020, la température moyenne annuelle observée sur la station météorologique de Météo-France la plus proche, « Louville », sur la commune de Louville-la-Chenard à 14 km à vol d'oiseau, est de 11,5 °C et le cumul annuel moyen de précipitations est de 625,8 mm,. Pour l'avenir, les paramètres climatiques de la commune estimés pour 2050 selon différents scénarios d'émission de gaz à effet de serre sont consultables sur un site dédié publié par Météo-France en novembre 2022.

## Urbanisme

### Typologie
Au 1er janvier 2024, Barmainville est catégorisée commune rurale à habitat dispersé, selon la nouvelle grille communale de densité à 7 niveaux définie par l'Insee en 2022.
Elle est située hors unité urbaine. Par ailleurs la commune fait partie de l'aire d'attraction de Paris, dont elle est une commune de la couronne,. 

### Occupation des sols
L'occupation des sols de la commune, telle qu'elle ressort de la base de données européenne d’occupation biophysique des sols Corine Land Cover (CLC), est marquée par l'importance des territoires agricoles (96,8 % en 2018), en diminution par rapport à 1990 (100 %). La répartition détaillée en 2018 est la suivante : 
terres arables (96,8 %), zones industrielles ou commerciales et réseaux de communication (3,2 %). L'évolution de l’occupation des sols de la commune et de ses infrastructures peut être observée sur les différentes représentations cartographiques du territoire : la carte de Cassini (XVIIIe siècle), la carte d'état-major (1820-1866) et les cartes ou photos aériennes de l'IGN pour la période actuelle (1950 à aujourd'hui).

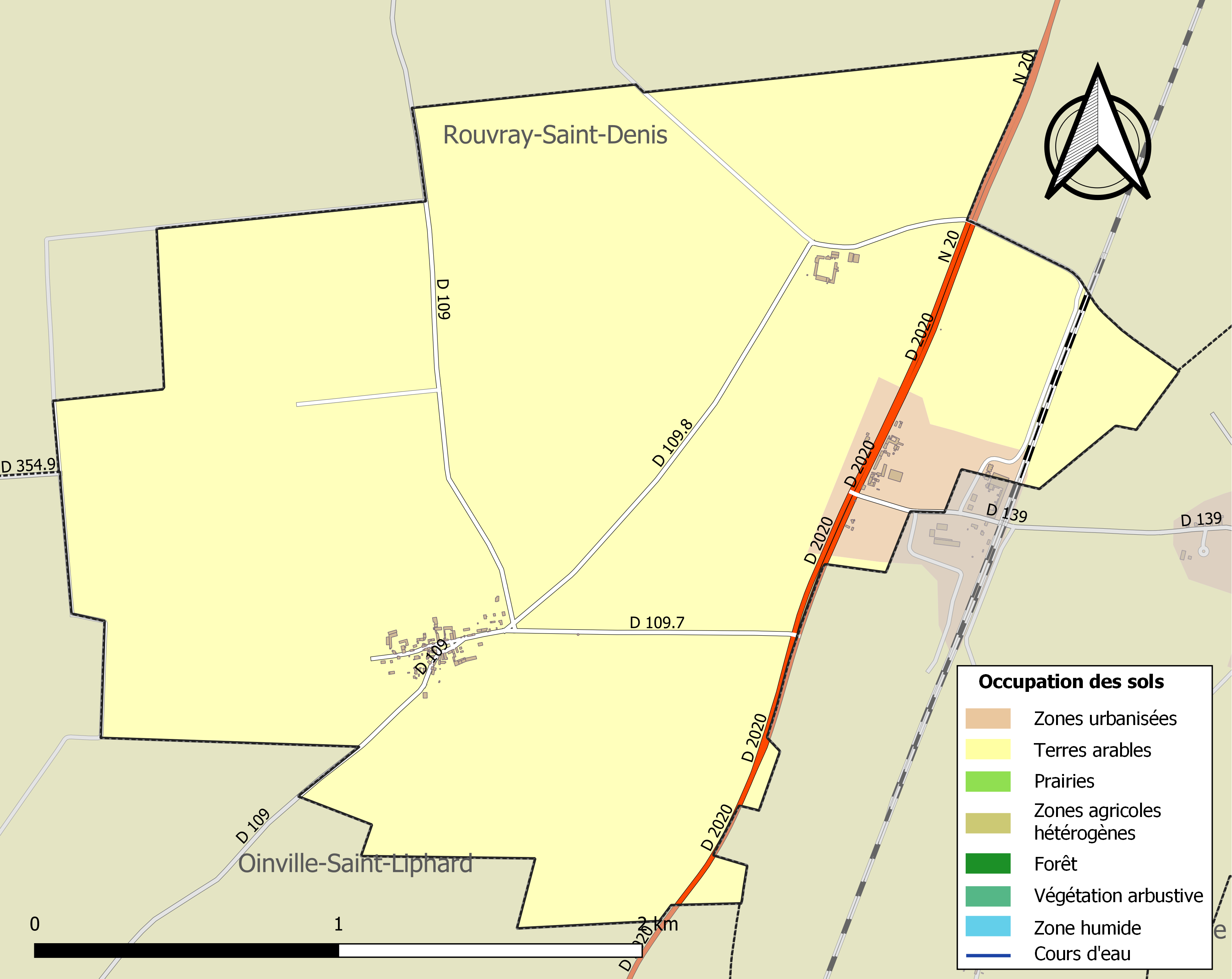
Carte des infrastructures et de l'occupation des sols de la commune en 2018 (CLC).

### Risques majeurs
Le territoire de la commune de Barmainville est vulnérable à différents aléas naturels : météorologiques (tempête, orage, neige, grand froid, canicule ou sécheresse), inondationset séisme (sismicité très faible). Il est également exposé à un risque technologique, le transport de matières dangereuses. Un site publié par le BRGM permet d'évaluer simplement et rapidement les risques d'un bien localisé soit par son adresse soit par le numéro de sa parcelle.

#### Risques naturels
Certaines parties du territoire communal sont susceptibles d’être affectées par le risque d’inondation par débordement de cours d'eau, notamment l'Eure. La commune a été reconnue en état de catastrophe naturelle au titre des dommages causés par les inondations et coulées de boue survenues en 1999,.

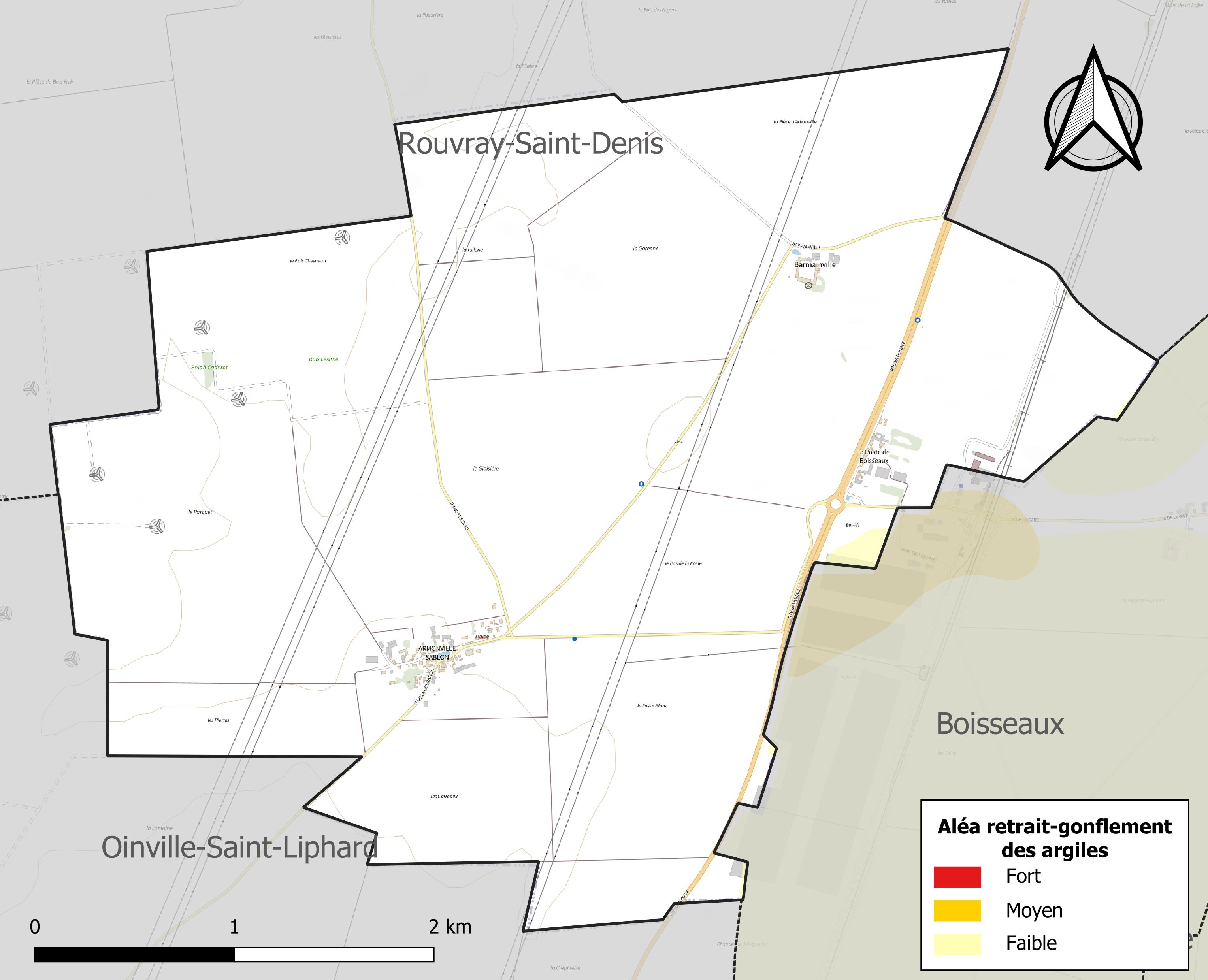
Carte des zones d'aléa retrait-gonflement des sols argileux de Barmainville.

Le retrait-gonflement des sols argileux est susceptible d'engendrer des dommages importants aux bâtiments en cas d’alternance de périodes de sécheresse et de pluie. 0 % de la superficie communale est en aléa moyen ou fort (52,8 % au niveau départemental et 48,5 % au niveau national). Sur les 51 bâtiments dénombrés sur la commune en 2019, 0 sont en aléa moyen ou fort, soit 0 %, à comparer aux 70 % au niveau départemental et 54 % au niveau national. Une cartographie de l'exposition du territoire national au retrait gonflement des sols argileux est disponible sur le site du BRGM,.
Concernant les mouvements de terrains, la commune a été reconnue en état de catastrophe naturelle au titre des dommages causés par des mouvements de terrain en 1999.

#### Risques technologiques
Le risque de transport de matières dangereuses sur la commune est lié à sa traversée par des infrastructures routières ou ferroviaires importantes ou la présence d'une canalisation de transport d'hydrocarbures. Un accident se produisant sur de telles infrastructures est en effet susceptible d’avoir des effets graves au bâti ou aux personnes jusqu’à 350 m, selon la nature du matériau transporté. Des dispositions d’urbanisme peuvent être préconisées en conséquence.

## Toponymie
Le nom de la localité est attesté sous les formes Bacmarvilla en 855, Batmarivilla en 900, Bermerii villa vers 1038, Bermevilla en 1234, Bermainville en 1397.

## Histoire
La paroisse a été réunie à celle de Oinville-Saint-Liphard en 1803 puis à celle de Rouvray-Saint-Denis en 1807.
L'ancienne église Saint-Étienne a été convertie en grange après la Révolution française[réf. nécessaire] et a brulé en 1940 lors des bombardements. Elle était située à l'est du portail actuel de la ferme de Barmainville. Le vitrail représentant saint Étienne de l'église de Rouvray-Saint-Denis a été créé en souvenir de cette église.

## Politique et administration

### Liste des maires
| Période                                  | Période  | Identité          | Étiquette | Qualité |
| ---------------------------------------- | -------- | ----------------- | --------- | ------- |
| Janvier 2025                             | En cours | Jérémy Fauconnier |           |         |
| Les données manquantes sont à compléter. |          |                   |           |         |

| Période                                  | Période       | Identité            | Étiquette | Qualité                              |
| ---------------------------------------- | ------------- | ------------------- | --------- | ------------------------------------ |
| Les données manquantes sont à compléter. |               |                     |           |                                      |
| Mars 1989                                | Juin 1995     | Martial Jaquemet    | SE        | Agriculteur                          |
| Juin 1995                                | Mars 2008     | Jean-Pierre Demouy  | SE        | Restaurateur                         |
| Mars 2008                                | Décembre 2024 | Alexandre Jaquemet, |           | Agriculteur sur moyenne exploitation |

### Jumelages
La commune de Barmainville est jumelée depuis 1997 avec Saint-Jacques-de-Leeds (Québec, Canada), initiative lancée par les maires respectifs de l'époque, Daniel Filion et Jean-Pierre Demouy. Depuis cette date, le jardin proche de la mairie du hameau d'Armonville-le-Sablon a été nommé « Jardin Saint-Jacques-de-Leeds ».
| Ville | Ville                  | Pays | Pays   | Période     |
| ----- | ---------------------- | ---- | ------ | ----------- |
|       | Saint-Jacques-de-Leeds |      | Canada | depuis 1997 |

## Population et société

### Démographie
L'évolution du nombre d'habitants est connue à travers les recensements de la population effectués dans la commune depuis 1793. Pour les communes de moins de 10 000 habitants, une enquête de recensement portant sur toute la population est réalisée tous les cinq ans, les populations de référence des années intermédiaires étant quant à elles estimées par interpolation ou extrapolation. Pour la commune, le premier recensement exhaustif entrant dans le cadre du nouveau dispositif a été réalisé en 2004.

En 2022, la commune comptait 94 habitants, en évolution de −22,95 % par rapport à 2016 (Eure-et-Loir : −0,23 %, France hors Mayotte : +2,11 %).
| 1793 | 1800 | 1806 | 1821 | 1831 | 1836 | 1841 | 1846 | 1851 |
| ---- | ---- | ---- | ---- | ---- | ---- | ---- | ---- | ---- |
| 164  | 183  | 188  | 168  | 171  | 201  | 214  | 201  | 173  |

| 1856 | 1861 | 1866 | 1872 | 1876 | 1881 | 1886 | 1891 | 1896 |
| ---- | ---- | ---- | ---- | ---- | ---- | ---- | ---- | ---- |
| 166  | 200  | 200  | 184  | 185  | 202  | 192  | 178  | 182  |

| 1901 | 1906 | 1911 | 1921 | 1926 | 1931 | 1936 | 1946 | 1954 |
| ---- | ---- | ---- | ---- | ---- | ---- | ---- | ---- | ---- |
| 152  | 143  | 142  | 140  | 136  | 152  | 129  | 110  | 123  |

| 1962 | 1968 | 1975 | 1982 | 1990 | 1999 | 2004 | 2006 | 2009 |
| ---- | ---- | ---- | ---- | ---- | ---- | ---- | ---- | ---- |
| 109  | 118  | 108  | 101  | 89   | 107  | 121  | 134  | 124  |

| 2014 | 2019 | 2022 | - | - | - | - | - | - |
| ---- | ---- | ---- | - | - | - | - | - | - |
| 122  | 107  | 94   | - | - | - | - | - | - |

## Économie

### Services
Restauration, à La Poste de Boisseaux.

### Énergie éolienne

#### Parc du Bois Cheneau
Dans la commune et les communes voisines d'Oinville-Saint-Liphard et Rouvray-Saint-Denis, la société Futuren met en service en août 2009 cinq turbines Enercon E82 d'une puissance de 2 MW chacune, cumulant une puissance totale de 10 MW.

#### Parc du Grand Camp
Implanté également sur les communes voisines de Neuvy-en-Beauce, Oinville-Saint-Liphard et Rouvray-Saint-Denis, le parc éolien du Grand Camp, mis en service en septembre 2010 par Boralex, réunit 5 turbines Enercon E82 d'une puissance de 2 MW chacune, totalisant une puissance de 10 MW.

## Culture locale et patrimoine

### Lieux et monuments
- L'église Saint-Étienne a été désaffectée à la Révolution, elle a été convertie en grange et a brulé en 1940. Début 2017, la commune est « réputée sans clochers »[25] ;
- La ferme de Barmainville ;
- La mare d'Armonville-le-Sablon.

Lieux et monuments
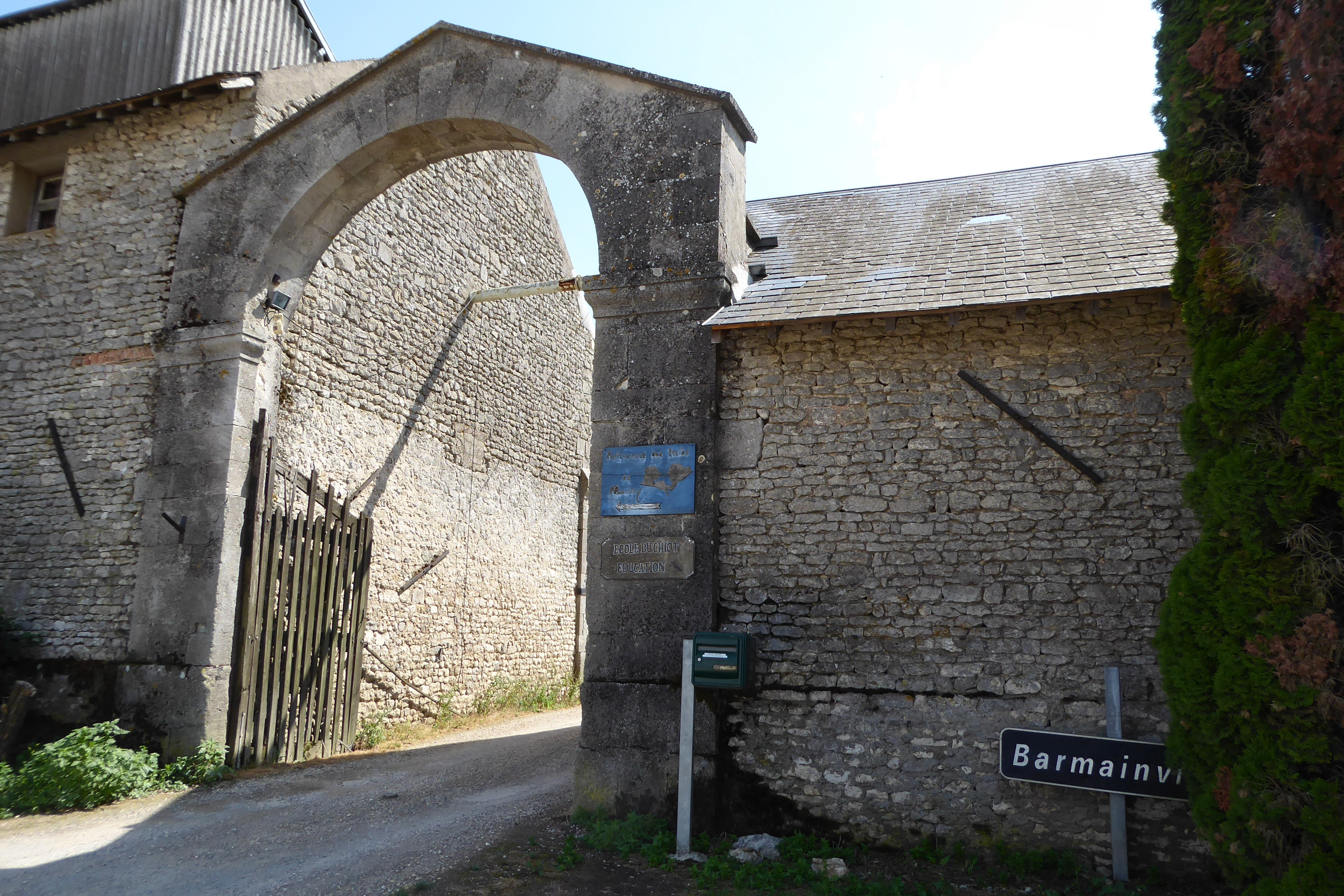
Hameau et ferme de Barmainville.
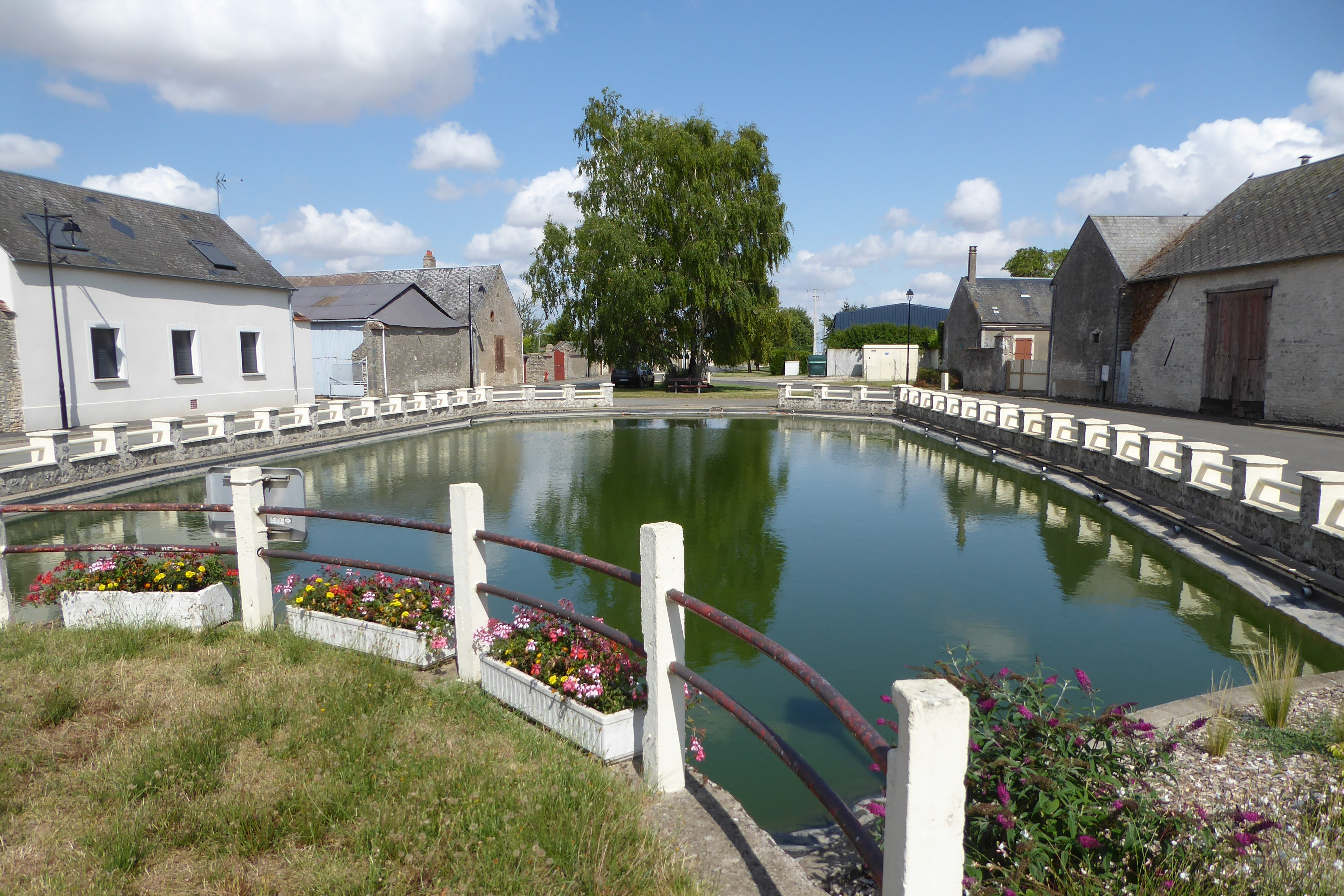
La mare d'Armonville-le-Sablon.

### Personnalités liées à la commune
- Agnès Varda (1928-2019), photographe, réalisatrice de cinéma et plasticienne, a, notamment, tourné en 2002 le film Deux ans après dans plusieurs villages de Beauce eurélienne : Allainville, Barmainville, Oysonville et Sainville[26].
- Bouli Lanners, acteur, scénariste, metteur en scène et réalisateur né en 1965, a tourné une partie du film Les Premiers, les Derniers au hameau de la Poste de Boisseaux (commune de Barmainville) en 2016[27].